# Ferrari F93A
A Ferrari F93A egy Formula–1-es autó, melyet a Scuderia Ferrari tervezett és versenyeztetett az 1993-as Formula–1 világbajnokság során. Pilótái a csapattal harmadik közös idényét kezdő Jean Alesi és a három év után visszatérő veterán Gerhard Berger voltak.

## Áttekintés
Az autót Jean-Claude Migeot és John Barnard tervezte, melyet a Ferrari saját tervezésű, akkoriban egyedinek mondható V12-es motorja hajtott. A korábbi évekhez képest külsőre eltérés volt a fehér szín hangsúlyosabbá válása. Ebben az időben kezdődött el a dohányreklámok tiltása, a Marlboro, mint szponzor, bizonyos hétvégéken nem volt látható a festésen.
Hamar kiderült, hogy a kasztni és a felfüggesztések a konstrukció gyenge pontjai. Ez utóbbin egész idényben próbáltak változtatni, de a kormányozhatóságon nem sokat segített. A szezon eleji portugáliai teszteken az F93A majdnem öt másodperccel lassabb volt, mint riválisai, ezért még a szezonkezdet előtt egy alapos átdolgozáson esett át az egész autó.
A csapat ebben az évben sem szerzett egyetlen győzelmet sem. Alesi érte el a legjobb eredményt, méghozzá a hazai, olasz nagydíjon, ahol második lett. Portugáliában néhány kör erejéig még a versenyt is vezette, de ezeken kívül nem sok babér termett a Ferrari számára. 28 ponttal végül a konstruktőri negyedik helyen zártak. Több versenyen ki is estek, főként defektek, illetve balesetekben való részvétel miatt.

## Teljes Formula–1-es eredménylistája
(Táblázat értelmezése)

(Félkövér: pole-pozícióból indult; dőlt: leggyorsabb kört futott) 

| Év   | Csapat           | Motor                          | Gumik | Pilóták        | 1   | 2   | 3   | 4   | 5   | 6   | 7   | 8   | 9   | 10  | 11  | 12  | 13  | 14  | 15  | 16  | Pontok | Helyezés |
| ---- | ---------------- | ------------------------------ | ----- | -------------- | --- | --- | --- | --- | --- | --- | --- | --- | --- | --- | --- | --- | --- | --- | --- | --- | ------ | -------- |
| 1993 | Scuderia Ferrari | Ferrari Tipo 041 (E2 A-93) V12 | G     |                | RSA | BRA | EUR | SMR | ESP | MON | CAN | FRA | GBR | GER | HUN | BEL | ITA | POR | JPN | AUS | 28     | 4.       |
| 1993 | Scuderia Ferrari | Ferrari Tipo 041 (E2 A-93) V12 | G     | Jean Alesi     | KI  | 8   | KI  | KI  | KI  | 3   | KI  | KI  | 9   | 7   | KI  | KI  | 2   | 4   | KI  | 4   | 28     | 4.       |
| 1993 | Scuderia Ferrari | Ferrari Tipo 041 (E2 A-93) V12 | G     | Gerhard Berger | 6   | KI  | KI  | KI  | 6   | 14  | 4   | 14  | KI  | 6   | 3   | 10  | KI  | KI  | KI  | 5   | 28     | 4.       |

## Fordítás
Ez a szócikk részben vagy egészben  a   Ferrari F93A című német Wikipédia-szócikk ezen változatának fordításán alapul.  Az eredeti cikk szerkesztőit annak laptörténete sorolja fel. Ez a jelzés csupán a megfogalmazás eredetét és a szerzői jogokat jelzi, nem szolgál a cikkben szereplő információk forrásmegjelöléseként.